# Knut Strinnholm
Knut Ludvig Strinnholm, född 18 september 1819 i Umeå socken, död 7 juli 1896 i Burträsks socken, var en svensk präst.
Strinnholm blev student vid Uppsala universitet hösten 1840 och prästvigdes i juni 1844, då han blev ämbetsbiträde i Nora församling i Ångermanland och vice pastor där 1845. År 1845 fick han ett vikariat som komminister i Skogs församling i Ångermanland och året därpå blev han pastorsadjunkt och vice pastor i Bjurholms församling och senare samma år pastorsadjunkt i Umeå landsförsamling. Efter pastoralexamen 1852 följde olika förordningar i Överluleå församling, Umeå landsförsamling och Lövångers församling. År 1856 utnämndes han till komminister i Nysätra församling i Västerbotten men tillträdde aldrig utan blev i april samma år kyrkoherde i Sävars församling med omedelbart tillträde. Efter att ha tjänstgjort där i 20 år utnämndes han 1878 till kyrkoherde i Burträsks församling med tillträde 1 maj 1881. Han blev ledamot av Vasaorden 1890.
Knut Strinnholm var son till förste lantmätaren Anders Magnus Strinnholm och dennes andra hustru Catharina Vikner samt var därigenom halvbror till akademiledamoten Anders Magnus Strinnholm. Han gifte sig 1855 med Rebecka Moosberg, som var dotter till sågverksägaren O. F. Moosberg i Råneå socken. Av barnen blev en dotter gift med kyrkoherden Johannes Næselius i Tärna och en son blev bankkamrer i Skellefteå.